# 대한민국의 기후

대한민국 내에서의 쾨펜의 기후 구분의 분포도이다. 1981년에서 2016년 사이의 기간을 근거하여 산출된다. 대체적으로 보면 남해안 지역은 대부분 Cwa가 있고 전라남도 서해안 지역과 제주도, 경상북도 동해안, 제주도는 Cfa와 Cfb를 띄며 동해안 지역과 충청남도, 전라북도 서부, 한라산 인근 지역에는 Dfa가 있다.경기도,강원 영서, 충청북도, 경상북도, 경상남도 내륙, 전라남도와 전라북도 동부에는 Dwa가 있으며 강원도 태백산맥과 지리산, 덕유산, 영남알프스일부에는 Dwb가 있다.대관령 등 일부 태백산맥 지역에서는 Dfb가 있다.

대한민국은 북위 33도~38도, 동경 126~132도에 걸쳐 있어 중부 지방은 냉대 동계 소우 기후, 냉대 습윤 기후와 남부 지방은 온대 하우 기후, 온난 습윤 기후가 나타난다. 겨울에 북부 지역은 편서풍으로 인해 시베리아와 몽골고원의 영향을 받아 대륙성 기후를 띠어서 건조하고 무척 추우나 남부 지역은 이런 영향을 적게 받아 상대적으로 온난한 편이다. 여름에는 태평양의 영향을 받아 해양성 기후의 특색을 보여서 고온다습하다. 계절은 사계절이 뚜렷이 나타나며 대체로 북부 지역은 여름과 겨울이 길고 남부 지역은 봄과 가을이 길다.
일부 지역을 제외하고 3월 초에서 5월 초에 걸쳐  이동성 고기압과 양쯔강 기단의 영향을 받아 따뜻하고 건조한 봄 날씨, 5월경에서 8월 중까지는 북태평양 기단의 영향을 받아 무덥고 습한 여름 날씨, 8월 말에서 10월 말까지는 중국 대륙에서 오는 이동성 고기압과 양쯔강 기단의 영향을 받아 맑고 건조한 가을 날씨가 이어지고, 11월부터 시베리아 기단의 영향을 받아 기온과 습도가 점차 낮아지기 시작하여 12월에서 2월까지는 시베리아 기단의 영향을 받아 춥고 건조한 겨울 날씨를 보인다. 중부 산간 지방을 제외하고 대체로 연 평균 기온은 10 ~ 16°C이며, 가장 무더운 달인 8월은 23 ~ 36°C, 5월은 16 ~ 19°C, 10월은 11 ~ 19°C, 가장 추운 달인 1월은 -6 ~ 3°C이다.
강수량는 주로 여름에 많은 양을 차지하는데 연 강수량의 50 ~ 60%가 이때 집중된다.특히 초여름에는 북태평양 기단과 오호츠크해 기단의 영향으로 전선성 강수가 한반도에 영향을 미치는데,이를 장마라고 하며 특히 6월 말에서 7월 중순까지를 장마철이라 한다. 각 지역의 연 평균 강수량은 중부 지방이 1100 ~ 1400mm, 남부 지방이 1000 ~ 1800mm, 경상북도 지역이 1000 ~ 1200mm이다. 경상남도 남해안 지역은 약 1800mm이며 제주도는 1450 ~ 1850mm이다.
습도는 7월과 8월에 높아 전국에 걸쳐 80% 정도이고 9월과 10월은 70% 내외이다. 태풍은 북태평양 서부에서 연평균 28개 정도가 발생하여, 이 중 두세 개가 대한민국에 영향을 미친다.
본래 사계절이 뚜렷한 기후 환경이었으나 지구 온난화 등의 영향으로 여름이 더 길고 무더워지고 봄, 가을의 기간이 급격히 줄어들며 게릴라성 폭우로 특징되는 열대성 호우가 잦아지고 아열대화가 진행되면서 어업이나 농업에 변화가 있다.